# Фейерверк
Фейерве́рк (нем. Feuerwerk, от Feuer — огонь и Werk — дело, работа) — декоративные огни разнообразных цветов и форм, получаемые при сжигании пиротехнических составов.

## История
Фейерверки были изобретены в Китае в XII веке н. э. В Европе фейерверк впервые появился в Италии. В России мастера фейерверков появились в 1545 году при Стрелецком полку, а первый масштабный фейерверк на территории страны получили возможность увидеть в 1674 году жители Устюга.
Основными составными частями фейерверков являются:
- корпус (из картона, бумаги, алюминия, пластмасс);
- заряды (вышибные, воспламенительно-разрывные и звуковые) из дымных порохов, бездымных порохов и пиротехнических составов типа фотосмесей;
- пироэлементы в виде звёздочек, факелов, таблеток из световых, дымовых и звуковых пиротехнических составов;
- средства воспламенения — огнепроводный шнур, электровоспламенители.

При горении пиротехнические составы могут развивать высокую температуру (до 3000 °C).
Ещё в древние времена люди придавали огню большое значение. Его использовали и как средство коммуникации, и как предупреждение об опасности, и для оформления различных ритуалов, священнодействий. У многих народов существуют традиции, связанные с использованием костров (в России это Масленица, праздник Ивана Купалы), свечей, факелов и т. п. Это были прообразы первых фейерверков.
Существует предположение, что первыми фейерверками были куски зелёного бамбука, который взрывался, когда его бросали в костёр. Взрывающимся бамбуком китайцы отпугивали злых духов на все праздники, пока не изобрели порох. В поиске эликсира бессмертия даосские учёные смешали селитру, древесный уголь и серу, получив чёрный порошок, который горел медленно, но очень устойчиво и ярко.
Новый год в Китае при правлении императора Ю-Суна (IX век) отметили по-новому: засыпая чёрный порошок в стебли бамбука и закидывая тысячи таких изделий в костёр под слова императора: «Пусть ночь превратится в день!» Потом огненные зрелища были объявлены частью религиозной церемонии, и на них ввели государственную монополию. Применять порох разрешалось только специально обученным монахам. Это были первые пиротехники.
По одной из версий, Марко Поло привёз китайский порох в Италию, что и повлияло на развитие искусства фейерверков в Европе. Уже к XV веку каждая европейская страна имела свои традиции фейерверка. В Италии и Германии даже формировались пиротехнические школы. 
В начале XIX века развитие фейерверка вступило в новую стадию. Теперь пиротехники задумались не только над технической стороной, но и над варьированием цветов фейерверка. Палитра значительно расширилась, также появились новые спецэффекты.
В России появление первых специалистов по фейерверкам датируется 1545 годом, они были приписаны к Стрелецкому полку; первый в стране масштабный фейерверк был устроен почти 130 лет спустя — в 1674 году в городе Устюг. При Петре I фейерверки становятся частью увеселений, устраиваемых на различных торжествах. Так, фейерверк по случаю 18-летия Петра I 26 февраля 1690 года состоял из 3 серий по 56 залпов, в результате в небе был изображён Геркулес, раздирающий пасть льва, согласно другому источнику, этот фейерверк был устроен в дни Масленицы 1693 года в подмосковном селе Воскресенском, а упомянутое изображение Геркулеса было на транспаранте, который осветил этот фейерверк. Сохранилась гравюра А. Шхонебека, ныне хранящаяся в Амстердамском музее, где изображён фейерверк, состоявшийся 12 февраля 1697 года в Красном Селе и посвящённый взятию Азова. Современник так описывал этот фейерверк: «…на льду представлен был прекрасный фейерверк. Оный состоял из разных искусных машин, расположен был в двойном четырёхугольнике и окружён всякого рода и всяких величин ракетами, которые занимали на льду великое пространство».
В царствование Анны Иоанновны, Елизаветы Петровны, Петра III и Екатерины Великой многие торжества сопровождались фейерверками и иллюминацией с постановкой аллегорических композиций. Автором этих затей был Якоб Штелин. Так, одним из самых грандиозных стал фейерверк в честь годовщины восшествия на престол Екатерины II 28 июня 1763 года. На Неве перед Летним садом, согласно общему замыслу Штелина, была построена временная деревянная галерея для императрицы. Примерный чертёж сооружений был прислан И. И. Бецким, а сооружал строения Ю. М. Фельтен.
Последний фейерверк в дореволюционной России был в августе 1915 года в честь взятия русскими войсками Перемышля. Возрождаться в России фейерверки стали со времён Великой Отечественной войны. В 1950-е была поставлена задача по созданию пиротехнических изделий для проведения салютов в честь участников и гостей Всемирного фестиваля молодёжи и студентов в Москве. Решением этого вопроса занялись учёные из Научно-исследовательского института прикладной химии, который тогда назывался Загорским НИИПХ по городу, где находится, — Загорску (ныне Сергиев Посад). Все современные российские разработки появляются именно там.
И только в последние годы фейерверки в России интенсивно развиваются. Сейчас они включают в себя не только так называемые «бомбы», но и различные фонтаны, горящие надписи/логотипы, статические и динамические фигуры, дневные фейерверки и спецэффекты для помещений. Ассортимент на данный момент настолько широк, что без помощи специалиста сложно сориентироваться во всём его многообразии.

## Фейерверки-рекордсмены
23 сентября 2018 года на праздновании 88-й годовщины основания королевства, Саудовская Аравия побила рекорд Гиннесса 2014 года, запустив салют из 58 установок по всей стране в количестве 900 000 фейерверков.
Самым масштабным признан новогодний фейерверк в честь встречи 2014 года в Дубае. Фейерверк занесён в Книгу рекордов Гиннесса.
До него рекордсменом был фейерверк 2012 года в Кувейте.

## Не путать с салютом
Не следует смешивать понятия «салют» и «фейерверк». Салют — это торжественная стрельба холостыми зарядами из артиллерийских орудий и/или стрелкового оружия, традиция военных парадов. Например, известна традиция «салюта наций» при прибытии военного корабля с мирными намерениями в иностранный порт или во время официального визита высокопоставленных иностранных гостей. Отличительная особенность салюта — однообразие пиротехнических эффектов.

## Фестивали фейерверков
Ежегодно в России проводится порядка 12-15 фестивалей фейерверков. Впервые такой фестиваль был проведён в 1990-х в Москве, в Парке Горького, назывался он «Прометей». Событие прошло масштабно и ярко, в Москву приехали команды с Украины и из различных городов России. Самым крупным пиротехническим фестивалем в России сейчас является Международный фестиваль фейерверков «Ростех», к настоящему моменту было проведено уже 8 подобных мероприятий. Организаторы фестиваля видят главной его задачей раскрытие технических и творческих возможностей участников в соответствии с заданной темой и техническим заданием. 
Фестивали фейерверков проходят во всём мире. Мировой столицей пиротехнического искусства считается китайский город Люян, в нём сосредоточено производство основной массы фейерверков мира.  В Северной Америке самым масштабным считается фестиваль в Монреале. Крупнейший фестиваль Европы «Pyronale» проходит в Берлине. Кроме этого, очень зрелищны и популярны фестивали, которые проходят в Каннах, Монте-Карло, Таррагоне.

## Техника безопасности
1. Приобретение. При покупке фейерверочных изделий необходимо убедиться, что упаковка не повреждена, инструкция на упаковке составлена на языке страны, в которой продаётся изделие, продавец имеет сертификаты соответствия и заключения санитарно-эпидемиологической экспертизы Министерства здравоохранения, проверить срок годности.
2. Транспортировка и хранение. При транспортировке следует исключить встряхивание, переворачивание и падение фейерверочных изделий. Хранить изделия в сухих, тёплых помещениях (до 30 °С), недоступных для детей.
3. Эксплуатация. На упаковке изделия в инструкции по применению указаны радиус безопасной зоны и другие условия использования изделия. Как правило, это должна быть ровная площадка, свободная от домов, деревьев и линий электропередач, радиусом не менее 100 м. Во избежание опрокидывания следует укрепить изделие песком, снегом или кирпичами и убедиться, что изделие размещено строго вертикально. Поджечь фитиль вытянутой рукой, не наклоняясь над изделием. После поджога фитиля следует немедленно удалиться на безопасное расстояние. В последнее время перед новогодними праздниками объявляют расположение специально отведённых мест для массового запуска фейерверков.
4. Если не сработало. Если фитиль догорел, но фейерверочное изделие не сработало, необходимо выждать 15 минут, затем утилизировать изделие в воде.

### Пожары, связанные с фейерверками
- 10 апреля 2016 года в храме Путтингал[англ.] (г. Паравур[англ.], Индия) проходил последний день недельного празднования, посвящённого богине Бхадракали[англ.]. Составной частью этого праздника является запуск фейерверков. Одно из горящих фейерверочных изделий упало на крышу пристройки храма, где хранился запас таких же изделий, в результате чего произошёл взрыв и начался пожар. Храм полностью обрушился, более 110 человек погибли, более 350 получили ранения.
- 25 августа 2019 года на фестивале «Таврида-Арт», проходившем в Судаке во время запуска фейерверка в честь закрытия форума, загорелась трава вблизи фестивальной площадки, что повлекло за собой  панику и дальнейшую давку при посадке в транспорт, а также многочасовые пробки на выезде. Пострадавших не было.[13]

## Фотогалерея
- Фейерверк в Кобленце
- Фейерверк в Гамбурге
- Салют в Новосибирске в честь 9 мая 2012 года
- Фейерверк в честь празднования Дня города Новосибирска, 24.06.2012
- Новогодний фейерверк в Братиславе
- Мировой чемпионат фейерверков в Зеленоградске, 2016
- Международный фестиваль фейерверков в Москве, район Братеево, выступление команды Румынии 19 августа 2017 года
- Международный фестиваль фейерверков в Москве, Братеево, 18 августа 2018 года
- Международный фестиваль фейерверков в Москве, Братеево, 18 августа 2018 года